# Miloš Milošević
Miloš Milošević (ur. 10 maja 1972 w Splicie) – chorwacki pływak, srebrny i brązowy medalista mistrzostw Europy, mistrz świata i dwukrotny mistrz Europy na basenie 25 m, były rekordzista świata, uczestnik letnich igrzysk olimpijskich w Atlancie i Sydney.

## Przebieg kariery
Zadebiutował w 1991 roku, startując na mistrzostwach świata, na których zajął 14. pozycję w konkurencji 100 m st. motylkowym oraz 3. pozycję w konkurencji 50 m tym samym stylem. Rok później na mistrzostwach Europy na basenie 25 m otrzymał brązowy medal w konkurencji 50 m st. motylkowym. W 1993 został mistrzem świata na basenie 25 m, w konkurencji 100 m st. motylkowym, przy tym bijąc czasem 52,79 nowy rekord mistrzostw. Sięgnął też po brązowy medal rozegranych w Sheffield mistrzostw Europy na basenie 50 m w konkurencji 100 m st. motylkowym, jak również w Gateshead wywalczył brązowy medal mistrzostw Europy na basenie 25 m (w konkurencji 4 × 50 m st. dowolnym). W 1994 roku w ramach mistrzostw świata zajął 4. pozycję w konkurencji 100 m st. motylkowym, ponadto dwukrotnie dostawał się do finałów w rywalizacji sztafet – chorwacka ekipa z jego udziałem startowała w sztafecie 4 × 100 m st. dowolnym i zajęła 9. pozycję, a w sztafecie 4 × 100 m st. zmiennym uplasowała się na 12. pozycji.
W 1996 wystąpił na letnich igrzyskach olimpijskich w Atlancie. Startował on w trzech konkurencjach – indywidualnie zajął 23. pozycję z czasem 54,62 w ramach konkurencji 100 m st. motylkowym; drużynowo zaś był członkiem chorwackiej sztafety, która w konkurencji 4 × 100 m st. dowolnym zajęła 14. pozycję z czasem 3:26,02, a w konkurencji 4 × 100 m st. zmiennym uzyskała czas 3:50,09 plasujący Chorwatów na 16. pozycji.
W 1998 został mistrzem Europy (na basenie 25 m) w konkurencji 50 m st. motylkowym, tam też osiągnął rezultat 23,30 będący również nowym rekordem świata. Rok później zdobył medale mistrzostw Europy w konkurencji 50 m st. motylkowym, zarówno na basenie 25-, jak i 50-metrowym (odpowiednio złoty i srebrny).
Podczas igrzysk olimpijskich w Sydney wystąpił w konkurencji 4 × 100 m st. zmiennym. Chorwacka sztafeta z jego udziałem zajęła 14. pozycję z czasem 3:42,73.
W swej karierze zdobywał też medale igrzysk śródziemnomorskich – w 1993 wywalczył złoty medal w konkurencji 100 m st. motylkowym, w 1997 otrzymał srebrny medal w tejże konkurencji, natomiast w 2001 roku został srebrnym medalistą igrzysk w konkurencji 4 × 100 m st. zmiennym.

## Rekordy życiowe
| Konkurencja               | Data             | Miejsce           | Rezultat   |
| Basen 50 m                | Basen 50 m       | Basen 50 m        | Basen 50 m |
| ------------------------- | ---------------- | ----------------- | ---------- |
| 50 m stylem dowolnym      | 6 sierpnia 1999  | Radovljica        | 23,16      |
| 100 m stylem dowolnym     | 8 sierpnia 1999  | Radovljica        | 51,41      |
| 50 m stylem motylkowym    | 26 lipca 1999    | Stambuł           | 24,17      |
| 100 m stylem motylkowym   | 8 sierpnia 1999  | Zagrzeb           | 53,35      |
| 200 m stylem zmiennym     | 10 maja 1997     | Lublana           | 2:12,08    |
| 4 × 100 m stylem dowolnym | 9 września 1994  | Rzym              | 3:25,56    |
| 4 × 100 m stylem zmiennym | 22 września 2000 | Sydney            | 3:42,73    |
| Basen 25 m                |                  |                   |            |
| 50 m stylem dowolnym      | 9 grudnia 1999   | Lizbona           | 22,29      |
| 50 m stylem grzbietowym   | 26 stycznia 2003 | Berlin            | 26,41      |
| 50 m stylem motylkowym    | 10 grudnia 1998  | Sheffield         | 23,30      |
| 100 m stylem motylkowym   | 10 grudnia 1998  | Sheffield         | 52,24      |
| 100 m stylem zmiennym     | 30 stycznia 1996 | Malmö             | 56,00      |
| 200 m stylem zmiennym     | 15 marca 1998    | Sheffield         | 2:02,36    |
| 4 × 100 m stylem dowolnym | 2 grudnia 1993   | Palma de Mallorca | 3:22,68    |
| 4 × 100 m stylem zmiennym | 7 kwietnia 2002  | Moskwa            | 3:34,13    |

Źródło: 